# Samajie Ewenkeminzu (sockenhuvudort i Kina, Inner Mongolia Autonomous Region, lat 47,53, long 122,23)
Samajie Ewenkeminzu (kinesiska: 萨马街鄂温克民族, 萨马街鄂温克民族乡) är en sockenhuvudort i Kina. Den ligger i den autonoma regionen Inre Mongoliet, i den norra delen av landet, omkring 1 100 kilometer nordost om regionhuvudstaden Hohhot. Antalet invånare är 7 187. Befolkningen består av 3 423 kvinnor och 3 764 män. Barn under 15 år utgör 15,0 %, vuxna 15-64 år 79 %, och äldre över 65 år 5,0 %.
Runt Samajie Ewenkeminzu är det ganska glesbefolkat, med 24 invånare per kvadratkilometer. Det finns inga andra samhällen i närheten. Omgivningarna runt Samajie Ewenkeminzu är en mosaik av jordbruksmark och naturlig växtlighet.
Genomsnittlig årsnederbörd är 790 millimeter. Den regnigaste månaden är juli, med i genomsnitt 294 mm nederbörd, och den torraste är januari, med 6 mm nederbörd.